# Nederlands Hervormde Kerk (Kaag)
De Nederlands Hervormde Kerk is een kerkgebouw in het dorp Kaag op het Kagereiland.
Op het Kagereiland stond vanaf ongeveer 1350 een Maria Magdalenakapel, die viel onder de parochie van het naburige Sassenheim. Na 1559 raakte deze buiten gebruik door de reformatie. De eerste protestante kerk werd in 1618 gebouwd. Dit gebouw was rond 1870 in bouwvallige staat en moest worden afgebroken. 
De huidige kerk werd in 1873 gebouwd. Architect J.G. van Parijs was verantwoordelijk voor het ontwerp. Dit was de enige kerk die hij in zijn korte loopbaan bouwde. Het is een eenbeukige zaalkerk in laat victoriaanse stijl, met boven de voorgevel een kleine klokkentoren. De bouw kostte 7490 gulden, maar de gemeente had onvoldoende middelen. Na een landelijke actie kon het bedrag door giften bijeen worden gebracht. De kerk werd op 15 maart 1874 in gebruik genomen. 
In de jaren 1930 werd de kerk uitgebreid met een kleine zaal aan de achterzijde. In 1972 volgde een garderobe en keuken en in 2008 werd een aula aangebouwd. Het exterieur is in 2006 gerestaureerd. 
De kerk is een rijksmonument omwille van de bijzondere inventaris; de koperen lezenaar op de preekstoel; een voorzangerslezenaar; een koperen doopbekkenhouder en twee koperen kaarsenkronen. Deze stukken dateren allen uit de 18e eeuw. eeuw. Het kerkorgel werd rond 1780 gebouwd door orgelbouwer H.H. Hes uit Gouda. Het werd in 1961 gerestaureerd en uitgebreid. De luidklok werd in 1675 gemaakt door P. Hemony uit Amsterdam.
De kerk wordt tot op heden gebruikt door Protestante Gemeente te Kaag. Daarnaast is het kerkgebouw ook beschikbaar voor bijeenkomsten en concerten is het een trouwlocatie van de gemeente Kaag en Braassem, waar burgerlijke huwelijken kunnen worden gesloten.